# Цветанка Христова
Цветанка Христова (буг. Цветанка Павлова Христова; Казанлак, 14. март 1962 — Казанлак, 13. новембар 2008) је била бугарска атлетичарка, чија је специјалност била бацање диска. Била је сребрна на Олимпијским играма у Барселони 1992., бронзана у Сеулу 1988., светска првакиња 1991. и друга 1987., европска првакиња 1982. и друга 1986.. Актуелна је рекордерка Бугарске у бацању диска са хицем од 73,22 метра.
Била је члан је АК Розова Долина из Казанлака, а тренер јој је био Петко Рахманлијев. За своје успехе заједно са тренером проглашена је почасним грађанином Казанлака.
Умрла је од рака 2008. у 46. години.

## Значајнији резултати
| Година | Такмичење                     | Место     | Пласман   | Резултат |
| ------ | ----------------------------- | --------- | --------- | -------- |
| 1978   | Сусрети пријатељства          | Букурешт  | 3         | 47,72    |
| 1979   | Европско првенство за јуниоре | Бидгошч   |           | 54,76    |
| 1982   | Европско првенство            | Атина     |           | 68,34    |
| 1983   | Светско првенство             | Хелсинки  | 4.        | 65,62    |
| 1984   | Сусрети пријатељства          | Праг      | 7.        | 66,06    |
| 1985   | А финале Европског купа       | Москва    | 3.        | 62,92    |
| 1985   | Универзијада                  | Кобе      |           | 65,30    |
| 1986   | Европско првенство            | Штутгарт  |           | 69,52    |
| 1986   | Finał Grand Prix IAAF         | Рим       |           | 68,90    |
| 1987   | А финале Европског купа       | Праг      | 2.        | 68,26    |
| 1987   | Универзијада                  | Загреб    |           | 67,96    |
| 1987   | Светско првенство             | Рим       |           | 68,62    |
| 1988   | Олимпијске игре               | Сеул      |           | 69,74    |
| 1989   | А финале Европског купа       | Гејтсхед  | 2.        | 62,26    |
| 1990   | Европско првенство            | Сплит     | 10.       | 56,30    |
| 1991   | Светско првенство             | Токио     |           | 71,02    |
| 1992   | Олимпијске игре               | Барселона | .         | 67,78    |
| 1997   | Светско првенство             | Атина     | кв. – 23. | 53,64    |
| 2004   | Олимпијске игре               | Атина     | кв. – 41. | 43,25    |
| 2005   | Европски куп — Прва лига      | Леирија   | 5.        | 53,80    |
| 2006   | Европски куп — Прва лига      | Солун     | 2.        | 53,19    |